# Sadleria pallida
Sadleria pallida là một loài dương xỉ trong họ Blechnaceae. Loài này được Hook. & Arn. mô tả khoa học đầu tiên..
Danh pháp khoa học của loài này chưa được làm sáng tỏ. 

## Hình ảnh

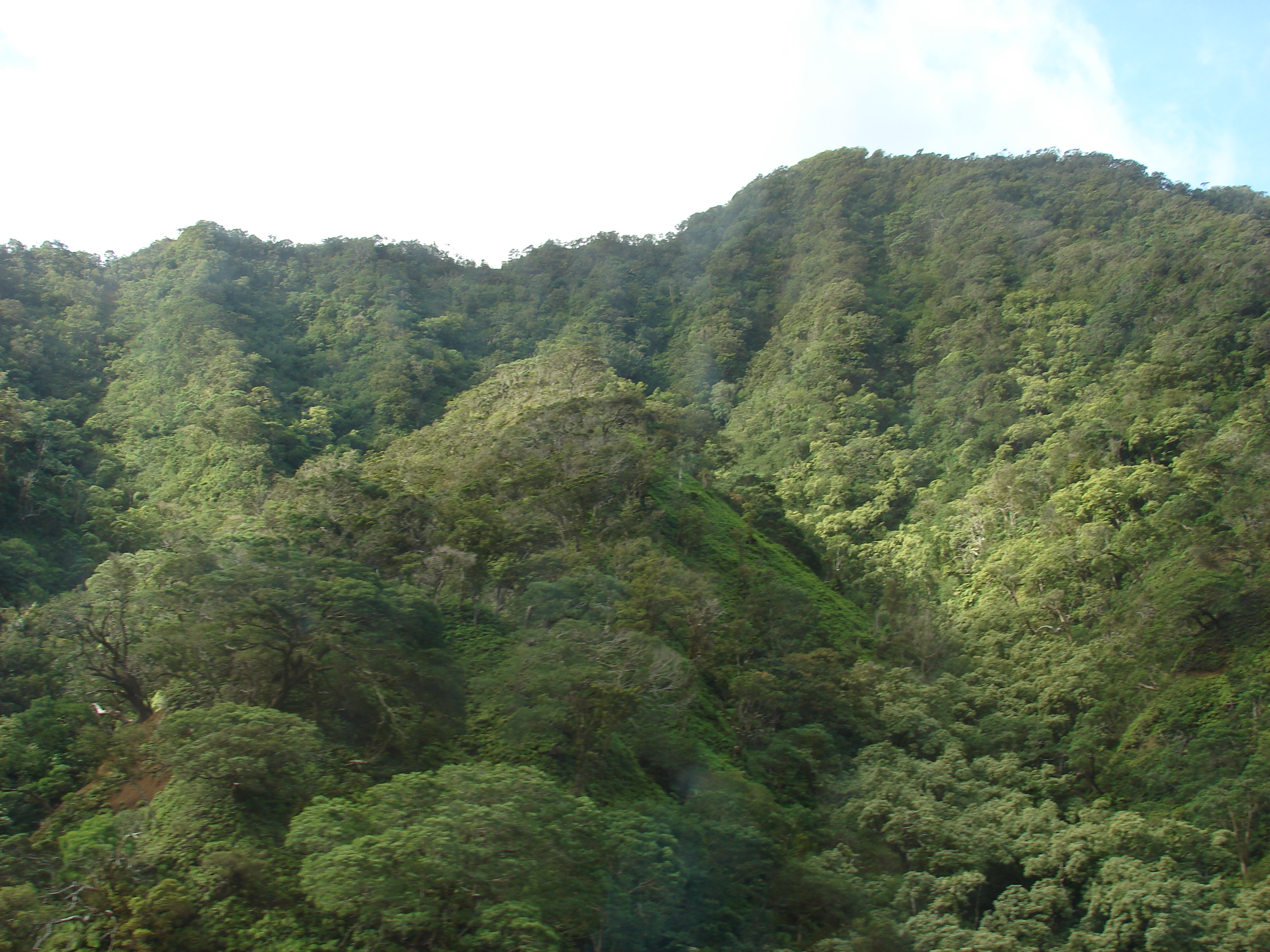